# Porenut
Porenut ali morda Perunec, v slovanski mitologiji nejasno zahodnoslovansko božanstvo v domnevni trojici božanstev Porenut-Porevit-Rugievit.
Saks Gramatik (†1205) poroča o treh božanstvih, ki so  jih častili v Korenici (Karentiji) na otoku Rujan: o štiriglavem Porenutu, peteroglavem Porevitu in sedmeroglavem Rugievitu. Čeprav je bil Porenut štiriglav, je imel pet obrazov, od tega enega na prsih.  Po Niederleju so Porenut, Porevit in Rugievit zgolj lokalna imena za Svantevita. Po drugi strani je verjetno, da so si bila ta božanstva med seboj različna. Porenuta, Porevita in Rugievita po navadi nalizirajo tako, da na mesto Porenuta postavljajo kar Jarovita. Po Pisaniju je ime Porenut treba brati kot Porunetius/Porunec/Pioruniec, kar pomeni »mali Perun«. S takšno razlago se strinja tudi Jacobson. S tem se ujema tudi podrobnejše preučevanje Jarilovega kulta, ki je pokazalo, da je bil Jarilo/Jarovit kot Perunov sin  rojen ob božičnem času, nato ga je ugrabil gospodar volkov Veles in ga kot svojega hlapca postavil za volčjega pastirja. Če Jarovit pooseblja sile pomladi, Porevit sile poletja, ime Rugievita verjetno vsebuje povezavo z jesenjo.